# Descurainia
Descurainia is een geslacht uit de kruisbloemenfamilie (Brassicaceae). De soorten komen voor in de delen met een gematigd klimaat op het noordelijk halfrond en verder in Centraal-Amerika, westelijk Zuid-Amerika en delen van Noord-Afrika.

## Soorten
- Descurainia adenophora (Wooton & Standl.) O.E.Schulz
- Descurainia adpressa Boelcke
- Descurainia altoandina Romanczuk
- Descurainia antarctica (E.Fourn.) O.E.Schulz
- Descurainia argentea O.E.Schulz
- Descurainia artemisioides Svent.
- Descurainia athrocarpa (A.Gray) O.E.Schulz
- Descurainia bourgaeana (E.Fourn.) Webb ex O.E.Schulz
- Descurainia brevifructa Boelcke ex J.B.Martínez
- Descurainia brevisiliqua (Detling) Al-Shehbaz & Goodson
- Descurainia browniae R.P.McNeill
- Descurainia californica (A.Gray) O.E.Schulz
- Descurainia canoensis Al-Shehbaz
- Descurainia cleefii Al-Shehbaz
- Descurainia cumingiana (Fisch. & C.A.Mey.) Prantl
- Descurainia depressa (Phil.) Reiche
- Descurainia erodiifolia (Phil.) Reiche
- Descurainia gilva Svent.
- Descurainia gonzalezii Svent.
- Descurainia hartwegiana (E.Fourn.) Britton
- Descurainia heterotricha Speg.
- Descurainia impatiens (Cham. & Schltdl.) O.E.Schulz
- Descurainia incana (Bernh. ex Fisch. & C.A.Mey.) Dorn
- Descurainia incisa (Engelm.) Britton
- Descurainia kenheilii Al-Shehbaz
- Descurainia kochii (F.Petri) O.E.Schulz
- Descurainia lasisiliqua O.E.Schulz
- Descurainia lemsii Bramwell
- Descurainia longepedicellata (E.Fourn.) O.E.Schulz
- Descurainia millefolia (Jacq.) Webb & Berthel.
- Descurainia myriophylla (Kunth ex DC.) R.E.Fr.
- Descurainia nana Romanczuk
- Descurainia nelsonii (Rydb.) Al-Shehbaz & Goodson
- Descurainia nuttallii (Colla) O.E.Schulz
- Descurainia obtusa (Greene) O.E.Schulz
- Descurainia paradisa (A.Nelson & P.B.Kenn.) O.E.Schulz
- Descurainia pimpinellifolia (Barnéoud) O.E.Schulz
- Descurainia pinnata (Walter) Britton
- Descurainia preauxiana (Webb) Webb ex O.E.Schulz
- Descurainia sophia (L.) Webb ex Prantl - Sofiekruid
- Descurainia sophioides (Fisch. ex Hook.) O.E.Schulz
- Descurainia streptocarpa (E.Fourn.) O.E.Schulz
- Descurainia stricta (Phil.) Reiche
- Descurainia torulosa Rollins
- Descurainia virletii (E.Fourn.) O.E.Schulz

... · 
Alliaria · 
Alyssum (Schildzaad) · 
Arabidopsis · 
Arabis (Scheefkelk) · 
Armoracia · 
Aubrieta · 
Barbarea (Barbarakruid) · 
Berteroa · 
Brassica (Kool) · 
Braya · 
Bunias (Hardvrucht) · 
Cakile · 
Calepina · 
Camelina · 
Capsella (Herderstasje) · 
Cardamine (Veldkers) · 
Cochlearia (Lepelblad) · 
Coincya · 
Conringia · 
Coronopus (Varkenskers) · 
Crambe (Bolletjeskool) · 
Descurainia · 
Diplotaxis (Zandkool) · 
Draba · 
Erophila · 
Eruca · 
Erucastrum · 
Eutrema  · 
Erysimum (Steenraket) · 
Heliophila · 
Hesperis · 
Hirschfeldia · 
Hormathophilla · 
Hornungia · 
Iberis (Scheefbloem) · 
Isatis · 
Lepidium (Kruidkers) · 
Lobularia · 
Lunaria (Judaspenning) · 
Malcolmia · 
Matthiola · 
Neslia · 
Physaria · 
Pringlea · 
Ptilotrichum · 
Raphanus (Radijs) · 
Rapistrum · 
Rorippa (Waterkers) · 
Schouwia · 
Selenia · 
Sinapidendron · 
Sinapis · 
Sisymbrium (Raket) · 
Subularia · 
Teesdalia · 
Thlaspi (Boerenkers) · 
...